# Express AM-4
Express AM-4 (ros. Экспресс АМ-4) – utracony rosyjski satelita telekomunikacyjny najnowszej generacji, wystrzelony w nocy z 17 na 18 sierpnia 2011 z kosmodromu Bajkonur w Kazachstanie za pomocą rakiety Proton-M z członem górnym Briz-M. Wkrótce po starcie media ochrzciły go „martwym satelitą” („dead satellite”). Podczas jednego z zapłonów silnika stopień górny dosłownie zniknął z radarów, uniemożliwiając pełne uruchomienie satelity. Wskutek tego satelita krążył po złej orbicie.
W grudniu 2011 powstały plany przywrócenia funkcjonalności Expressa AM-4 i wykorzystania go dla potrzeb telekomunikacyjnych Antarktydy, jednak strona rosyjska się na to nie zgodziła. Komsat na orbicie pozostał do dnia 25 marca 2012, kiedy to wszedł razem ze stopniem Briz-M w atmosferę i uderzył w taflę Oceanu Spokojnego.
Satelita został zbudowany przez EADS Astrium w oparciu o platformę Eurostar-3000. Został wyposażony w 63 transpondery działające w pasmach L, C, Ku i Ka. Express AM-4 miał pracować na orbicie geostacjonarnej na pozycji 80°E, a przewidywany okres jego służby wynosił 15 lat.